# Margarita Ros
Margarita Ros (Buenos Aires; 6 de agosto de 1963) es una actriz argentina.

## Carrera
Debutó en la película La Rosales y poco después participó en el ciclo televisivo Gente como la gente. Su popularidad se cimentó como actriz de televisión, llegando a labores protagónicas. Así, se destacó en ciclos como El hombre que amo, Venganza de mujer, El teatro de Darío Vittori, Su comedia favorita, La extraña dama, Rebelde, Detective de señoras, Chiquilina mía (su protagónico más destacado), Soy Gina, Cara bonita, Cebollitas y Romeo y Julieta, que fue su último trabajo en Argentina, en 2007. En Italia actuó en la miniserie La fuga.
Actualmente se dedica a enseñar teatro.

## Televisión

### Ficciones
| Año       | Título                        | Personaje                            | Notas                 |
| --------- | ----------------------------- | ------------------------------------ | --------------------- |
| 1985      | Gente como la gente           | Mercedes Morales                     | Debut                 |
| 1986      | El hombre que amo             | Gabriela Silva                       | Elenco secundario     |
| 1986      | El vidente                    | Paola Basualdo                       | Recurrente            |
| 1986      | Venganza de mujer             | Margarita                            | Coprotagonista        |
| 1987-1988 | Quiero morir mañana           | Paulina Baigorria                    | Recurrente            |
| 1988      | Vendedoras de Lafayette       | Libertad                             | Elenco secundario     |
| 1989      | Las comedias de Darío Vittori | Liliana                              | Episodio: Desconocido |
| 1989      | Rebelde                       | Margarita Montenegro                 | Antagonista           |
| 1989-1990 | La extraña dama               | Virginia Ricciardi Parresi de Uboldi | Antagonista           |
| 1991      | Chiquilina mía                | Cristina Castro "Chiquilina"         | Protagonista          |
| 1992-1993 | Soy Gina                      | Virginia Ricciardi Parresi de Uboldi | Antagonista           |
| 1994-1995 | Cara bonita                   | Romina Fernández                     | Antagonista           |
| 1997-1998 | Cebollitas                    | Beatriz Medina "Betty"               | Recurrente            |
| 2007      | Romeo y Julieta               | Irene Hernández                      | Invitada              |

## Cine
| Año  | Título     | Personaje | Dirección     |
| ---- | ---------- | --------- | ------------- |
| 1984 | La Rosales | Rosalía   | David Lipszyc |